# Шинков Турн
Шинков Турн (словен. Šinkov Turn) је насељено место у општини Водице, Средњесловенска регија, Словенија.

## Историја
До територијалне реорганизације у Словенији био је у саставу града Љубљане, односно старе општине Шишка .

## Становништво
У попису становништва из 2011. године, Шинков Турн је имао 111 становника.
| Број становника према пописима | Број становника према пописима | Број становника према пописима |
| ------------------------------ | ------------------------------ | ------------------------------ |
| 1991                           | 2002                           | 2011                           |
| 103                            | 112                            | 111                            |

Напомена: Године 1953. повећана за насеља Кот и Поток, која су укинута.